# Garcinia brassii
Garcinia brassii là một loài thực vật có hoa trong họ Bứa. Loài này được C.T.White mô tả khoa học đầu tiên năm 1935.